# Il momento di uccidere (film 1968)
Il momento di uccidere è un film del 1968, diretto da Giuliano Carnimeo.

## Trama
I due pistoleri Lord e Bull sono alla ricerca di 500.000 dollari nascosti dalla Confederazione sudista, ma contro di loro c'è la potente famiglia Forrester.